# Raúl Ricardo Alfonsín
Raúl Ricardo Alfonsín (Chascomús, Argentina, 12 de març de 1927 - Buenos Aires, 31 de març de 2009) fou un advocat, polític i activista dels drets humans argentí, diputat nacional, senador i President de la Nació Argentina entre 1983 i 1989.

## Biografia
Nasqué el 12 de març de 1927 fill d'un comerciant minorista de Chascomús, una petita ciutat a 120 quilòmetres de Buenos Aires. Va realitzar els seus estudis primaris a l'Escola Normal Regional de Chascomús i els estudis secundaris en el Liceu Militar General San Martín, d'on retornà amb el grau de sotstinent de reserva. En l'acadèmia militar es va relacionar, com a companys de classe, amb als futurs dictadors Leopoldo Fortunato Galtieri i Jorge Rafael Videla. Va estudiar ciències jurídiques en la Facultat de Dret de la Universitat Nacional de La Plata llicenciant-se com a advocat l'any 1950.
El 1950 va començar la seva actuació política en el Moviment d'Intransigència i Renovació de la Unió Cívica Radical, a la seva població natal, on va participar de la fundació del diari El Imparcial. El 1954 va ser escollit regidor del seu poble, i l'any següent fou empresonat per la Revolució Llibertadora. El 1958 fou elegit diputat provincial a la Província de Buenos Aires i diputat nacional, durant el govern radical d'Arturo Illia, entre 1963 i 1966, en el qual fou vicepresident del Bloc de diputats nacionals de la Unió Cívica Radical del Poble (UCRP). Finalment, el 1965 fou elegit president del Comitè Província de Buenos Aires de la UCRP.

### Moviment de Renovació i Canvi
A partir de la dictadura militar de tipus permanent que va instal·lar Juan Carlos Onganía, Alfonsín va estrènyer els seus contactes amb els sectors de centreesquerra, i va començar a desenvolupar, des de la Província de Buenos Aires, un pensament socialdemòcrata dins el radicalisme que tindrà un considerable impacte en la joventut. Amb la política prohibida i una situació internacional conflictiva, la joventut progressista argentina es va veure enfront de l'opció concreta de sumar-se a la lluita armada. Alfonsín va rebutjar expressament aquesta lluita com a camí de progrés social, que van adoptar en aquells dies alguns grups catòlics, nacionalistes, peronistas i d'esquerra, per a oferir a un ampli sector de la joventut un canal pacífic de militància de centreesquerra. L'alfonsinisme va donar la consigna "Eleccions lliures i sense proscripcions", com a alternativa a "Ni cop ni elecció, revolució".
El setembre de 1972, a la ciutat de Rosario, es crea el "Moviment Renovador Nacional", reclamant un programa de caràcter "nacional, popular, democràtic i alliberador", i proclamen a Raúl Alfonsín com a precandidat presidencial en les eleccions internes de la UCR, imposant-se al sector unionista de Ricardo Balbín.
El 1973, la Unió Cívica Radical va perdre les eleccions davant Juan Domingo Perón, però Raúl Alfonsín va resultar electe, una vegada més, diputat nacional. Poc després, al maig, Alfonsín va ampliar l'extensió del sector que conduïa per a crear el Moviment de Renovació i Canvi, amb una posició summament crítica a l'estratègia d'unitat nacional del balbinisme, en contra de tot acord amb el peronisme, i un programa d'esquerra social-demòcrata que proposava la reforma agrària, una nova reforma universitària, la democratització del sindicalisme i l'establiment d'una democràcia social.

### Assemblea Permanent pels Drets Humans i dictadura
El 18 de desembre de 1975, tres mesos abans del cop militar que va donar inici a la dictadura coneguda com a Procés de Reorganització Nacional (1976-1983), Alfonsín va ser una de les personalitats que van fundar l'Assemblea Permanent pels Drets Humans (APDH), al costat, entre d'altres, de Rosa Pantaleón, Adolfo Pérez Esquivel, Óscar Allende i Susana Gallart. La APDH va ocupar un important paper de defensa dels drets humans durant la dictadura militar, després va donar el treball de la Comissió Nacional sobre la Desaparició de Persones i finalment va lluitar contra la impunitat dels crims contra la humanitat comesos durant el Procés de Reorganització Nacional, part de la responsabilitat de la qual va ser del mateix Alfonsín, quan va esdevenir president. Va realitzar diversos viatges a Amèrica Llatina, Estats Units, Àsia, l'URSS i Europa, on va freqüentar als dirigents de la Internacional Socialista (IS), denunciant la massiva violació de drets humans que s'estava produint a l'Argentina. El 1976 va fundar i va dirigir la revista Propuesta y Control, única revista política opositora en aquells primers anys del govern militar.

### Guerra de les Malvines
El 1982, davant la Guerra de les Malvines, Alfonsín fou un dels pocs polítics argentins que es va oposar a l'acció militar a les Illes Malvines i va sostenir que la seva finalitat era assolir l'enfortiment de la dictadura. Va exigir al govern militar que proveís informació verídica sobre la marxa del conflicte. A la derrota de la guerra Alfonsin promogué la creació d'una transició democràtica del país, proposant la constitució d'un govern civil d'unitat nacional presidit per Arturo Illia, amb la finalitat de produir-se la democratització del país.

### Eleccions presidencials de 1983
A final de 1982, una vegada obert el procés de transició a la democràcia, sota la presidència del general Bignone, Alfonsín es va convertir, primer en president del Comitè Nacional de la Unió Cívica Radical a l'imposar-se al Moviment de Renovació i Canvi en les eleccions internes partidàries. Poc després va ser nomenat candidat a president de la Nació, quan l'altre precandidat radical, Fernando de la Rúa, va declinar la seva candidatura davant l'ampli suport que estava rebent Alfonsín a tot el país.
Enfrontat al candidat peronista Ítalo Lúder, Alfonsín aconseguí la victòria el 30 d'octubre de 1983 amb una campanya electoral en la qual va buscar sobretot transmetre una imatge de pau, evitant curosament tot conflicte, gestos de violència en els actes i discursos agressius i amb el 51,7% dels vots.

## Presidència de la Nació (1983-1989)
El 10 de desembre de 1983 Raúl Alfonsín va assumir la presidència de la Nació. El seu govern va enfrontar dos grans grups de problemes: d'una banda, la consolidació de la democràcia i la relació amb les Forces Armades; i, de l'altra, l'obra general de govern.
El govern d'Alfonsín hagué d'enfrontar el problema de la transició a la democràcia en un país amb una llarga tradició de governs militars que havia arribat a la tragèdia del terrorisme d'estat i la guerra. El 15 de desembre de 1983 Alfonsín va sancionar els decrets 157/83 i 158/83. Pel primer s'ordenava enjudiciar als dirigents de les organitzacions guerrilleres ERP i Montoneros; pel segon s'ordenava processar a les tres juntes militars que van dirigir el país des del cop militar del 24 de març de 1976 fins a la Guerra de les Malvines. El mateix dia va crear la Comissió Nacional sobre la Desaparició de Persones (CONADEP), integrada per personalitats independents amb la missió de documentar i registrar casos i proves de violacions de drets humans, per a fundar el judici a les juntes militars. El 15 de desembre va enviar al Congrés un projecte de llei declarant nul·la l'anomenada llei d'acte-amnistia Nº 22.924 dictada pel govern militar. Una setmana després el projecte va ser sancionat com la Llei Nº 23.040, la primera llei de la nova etapa democràtica.
El 1985 Alfonsín fou guardonat amb el Premi Príncep d'Astúries de Cooperació Internacional en consideració a les dificultats de la transició política, al fer-se càrrec del govern de la República Argentina després d'una guerra de dramàtiques conseqüències.
El govern d'Alfonsín va estar permanentment amenaçat per sectors de les Forces Armades que es negaven a acceptar l'enjudiciament per violacions als drets humans durant el règim militar anterior. Per a intentar mantenir sota control el descontentament en les Forces Armades, el 1986 Alfonsín hagué d'intervenir personalment perquè el Congrés ratifiqués la Llei de Punt Final imposant un termini de 60 dies per a processar a acusats de delictes contra la humanitat comesos durant el govern militar i posant fi als judicis civils contra els caps de les dictadures militars. La Llei de Punt Final, però, no va ser suficient i durant la Setmana Santa de 1987 es va produir una gran rebel·lió militar encapçalada per joves oficials que es van denominar "carapintadas". Al mateix temps que els caps militars demostraven que no estaven disposats a obeir les ordres del president *Alfonsín i reprimir la insurrecció, milions de persones van sortir als carrers per a oposar-se a l'alçament militar i la CGT va declarar la vaga general en defensa del govern constitucional.
El 1989 va haver de fer front, fins i tot, un aixecament armat d'origen civil, quan militants de l'agrupació d'ultraesquerra Movimiento Todos por la Patria va prendre durant unes hores la caserna de La Tablada. Aquests fets es coneixen com l'atac a la caserna de La Tablada.
Les lleis de Punt Final i Obediència Deguda van ser objectes de forts qüestionaments per part de les organitzacions de drets humans, el moviment estudiantil, i les forces polítiques progressistes. Amb posterioritat, ambdues lleis i els indults als caps militars i guerrillers ja condemnats, concedits pel president Carlos Menem l'any 1989, van ser conegudes com les lleis d'impunitat, i serien derogades pel congrés Nacional l'any 2003.
La situació econòmica i social en la qual Alfonsín va assumir el govern era realment molt negativa, internament i externa. Externament, el 1982 esclatava la crisi del deute extern llatinoamericà, davant la moratòria de Mèxic i la negativa dels creditors a refinançar préstecs, així com l'exigència que el deute es cancel·lés amb els actius dels Estats deutors. Les polítiques engegades no donaren solució. A final de 1984 el salari real havia augmentat el 35% però la inflació ho havia fet en el 625%. Entre les transformacions econòmiques estructurals dissenyades pel govern d'Alfonsín, cal destacar la iniciació del procés d'integració econòmica amb Brasil, Uruguai i Paraguai, que va donar origen al Mercosur.
La introducció d'una nova moneda, l'austral, havia de fer remuntar l'economia argentina; tanmateix, si bé a l'inici reduí la inflació, aquesta tornà a augmentar i produí una baixada en el preu de les exportancions argentines. L'impagament del deute extern pel govern argentí provocà que el Banc Mundial cancel·lés les seves ajudes al país.
En les eleccions presidencials del 14 de maig, avançades expressament per Alfonsín en uns mesos de bon comportament econòmic, el candidat del seu partit, Eduardo Angeloz, va ser derrotat per Carlos Menem. Però encara faltaven 7 mesos per a la data de lliurament del comandament, que havien de transcórrer enmig de la hiperinflació. Davant el risc de dissolució de l'Estat i l'eventualitat d'un nou cop militar, Alfonsín va renunciar el 9 de juliol de 1989 per a anticipar el lliurament del comandament a Carlos Menem.
Alfonsín va sostenir una activa política internacional implementada pel seu ministre de Relacions Internacionals, Dante Caputo, l'únic que es va mantenir durant tot el seu mandat. Durant el seu govern Argentina s'integrà al Mercosur; es milloraren les relacions amb Xile, gràcies a la mediació del Vaticà, per establir els límits fronterers definitius entre els dos estats andins el 1984. El govern d'Alfonsín va donar suport a la integració de l'Argentina, juntament amb Brasil, Perú i Uruguai, en el Grup de suport de Contadora, una organització de suport al Grup de Contadora i que a partir d'aquell moments passà a ser conegut amb el nom de Grup dels Vuit.
Al renunciar a la presidència del país, Alfonsín continuà vinculat a la política argentina, primer com a president del seu partit polític Unió Cívica Radical -fins a la seva renúncia el 1991 després de la desfeta del partit en les eleccions parlamentàries d'aquell any-, i després com a senador, escollit el 2001. En aquest càrrec donà suport a l'elecció com a president d'Ernesto Duhalde, després de la renúncia de Fernando de la Rúa.

Morí el 31 de març de 2009, als 82 anys, víctima d'una malaltia pulmonar. Les seves restes van romandre uns mesos al panteó dels Caiguts de la Revolució de 1890 del cementiri de la Recoleta de Buenos Aires i finalment foren sepultats en una tomba individual al mateix cementiri.